# Кабош, Эндре
Эндре Кабош (венг. Kabos Endre; 5 ноября 1906 — 4 ноября 1944) — венгерский фехтовальщик еврейского происхождения, олимпийский чемпион.
Эндре Кабош родился в 1906 году в Надьвараде (сегодня — Орадя в Румынии).
В 1930 году Эндре Кабош завоевал золотую медаль чемпионата Венгрии. В 1931 году он стал обладателем золотой и серебряной медалей чемпионата Европы. В 1932 году на Олимпийских играх в Лос-Анджелесе Эндре Кабош завоевал золотую и бронзовую медали. В 1933 году он стал обладателем двух золотых медалей европейского первенства и серебряной медали чемпионата Венгрии. В 1934 году он завоевал две золотых медали европейского первенства, в 1935 — ещё одну (в 1937 году эти европейские первенства были задним числом признаны чемпионатами мира). В 1936 году на Олимпийских играх в Берлине Эндре Кабош завоевал две золотых медали. В 1937, 1938 и 1939 годах он опять становился чемпионом Венгрии (а в 1938 году завоевал ещё и бронзовую медаль).
В 1944 году Эндре Кабош, вместе со многими другими евреями, был мобилизован на трудовую службу. Погиб во время случайного взрыва заминированного немецкими сапёрами моста.
В 1986 году Эндре Кабош был внесён в Международный еврейский спортивный зал славы.
Эндре Кабош стал прототипом одного из персонажей снятого в 1999 году фильма «Вкус солнечного света».